# Paray-Vieille-Poste
Paray-Vieille-Poste is een gemeente in het Franse departement Essonne (regio Île-de-France) en telt 7188 inwoners (1999). De plaats maakt deel uit van het arrondissement Palaiseau.

## Geografie
De oppervlakte van Paray-Vieille-Poste bedraagt 6,1 km², de bevolkingsdichtheid is 1178,4 inwoners per km².
De onderstaande kaart toont de ligging van Paray-Vieille-Poste met de belangrijkste infrastructuur en aangrenzende gemeenten.

## Demografie
Onderstaande figuur toont het verloop van het inwonertal (bron: INSEE-tellingen).